# Phoberogale
Phoberogale (лат.) — род вымерших млекопитающих из подсемейства хемиционин (Hemicyoninae) семейства медвежьих, живших во времена олигоцена — миоцена (33,9—20,00 млн лет назад) на территории Европы (Франция, Испания и Германия).

## Виды
По данным сайта Paleobiology Database, на январь 2023 года в род включают 4 вымерших вида:
- Phoberogale bonali Helbing, 1928
- Phoberogale depereti Viret, 1929
- Phoberogale gracile Pomel, 1847
- Phoberogale minor Jourdan, 1862